# Bathysauropsis malayanus
Bathysauropsis malayanus är en fiskart som först beskrevs av Fowler, 1938.  Bathysauropsis malayanus ingår i släktet Bathysauropsis och familjen Bathysauropsidae. Inga underarter finns listade.